# Lou Wagner
Lou Wagner (San Jose, 14 agosto 1940) è un attore statunitense, noto al grande pubblico per il ruolo di Lucius ne Il pianeta delle scimmie (1968) e del meccanico Harlan Arliss nella serie televisiva CHiPs.

## Filmografia

### Cinema
- Il pianeta delle scimmie (Planet of the Apes), regia di Franklin J. Schaffner (1968)
- L'incredibile casa in fondo al mare (Hello Down There), regia di Jack Arnold (1969)
- Airport, regia di George Seaton (1970)
- 1999: conquista della Terra (Conquest of the Planet of the Apes), regia di J. Lee Thompson (1972)
- Mirrors, regia di Noel Black (1978)
- Baltimore Bullet, regia di Robert Ellis Miller (1980)

### Televisione
- Dragnet – serie TV (1968-1969)
- Colombo (Columbo) – serie TV, episodio 3x06 (1974)
- Happy Days – serie TV, episodio 2x09 (1974)
- CHiPs – serie TV, 81 episodi (1978-1983)
- Star Trek: The Next Generation - serie TV, episodio 6x10 (1992)
- Star Trek: Deep Space Nine – serie TV, episodio 1x11 (1993)

## Doppiatori italiani
Nelle versioni in italiano delle opere in cui ha recitato, Lou Wagner è stato doppiato da:
- Vittorio Stagni ne Il pianeta delle scimmie
- Massimo Rossi in Airport
- Giorgio Locuratolo in CHiPs
- Roberto Del Giudice in Star Trek: Deep Space Nine
- Carlo Reali in Aiutami Hope!